# Thelcticopis canescens
Thelcticopis canescens là một loài nhện trong họ Sparassidae.
Loài này thuộc chi Thelcticopis. Thelcticopis canescens được Eugène Simon miêu tả năm 1887.